# Hipparchia pseudosichaea
Hipparchia pseudosichaea är en fjärilsart som beskrevs av Hermann Stauder 1921. Hipparchia pseudosichaea ingår i släktet Hipparchia och familjen praktfjärilar. Inga underarter finns listade i Catalogue of Life.